# Plagiogonus nanoides
Plagiogonus nanoides är en skalbaggsart som beskrevs av Vladimir Balthasar 1961. Plagiogonus nanoides ingår i släktet Plagiogonus och familjen Aphodiidae. Inga underarter finns listade i Catalogue of Life.